# Abdelrahman Mohamed
A. M. Abdelrahman Mohamed (ur. 20 lipca 1995) – egipski judoka. 
Uczestnik mistrzostw świata w 2019 i 2021. Startował w Pucharze Świata w 2015 i 2023. Złoty medalista igrzysk afrykańskich w 2019 i 2023. Zdobył sześć medali mistrzostw Afryki w latach 2018 - 2024.